# Linia kolejowa Bad Hersfeld – Treysa
Linia kolejowa Bad Hersfeld – Treysa – jednotorowa i niezelektryfikowana lokalna linia kolejowa w kraju związkowym Hesja, w Niemczech. Łączy miejscowości Bad Hersfeld przez Niederaula i Treysa.